# Fav me
fav me（ファボミー）は、日本の女性アイドルグループ。2025年結成。アソビシステム所属。

## 概要
KAWAII LAB.を展開するアソビシステムによる新アイドルプロジェクト「PEAK SPOT」の第1弾グループ。アソビシステムがプロデュース、同社ASOBINEXTが運営を担当する。
グループ名は「私を(me)お気に入り(fav=favorite)にしてほしい」という思いから命名された。
グループとしての目標は「日本武道館に立ちたい」だが、インタビューやライブのMCで「武道館をゴールではなく通過点にしたい」と発言している。

## 略歴
2025年
- 2月4日 - PEAK SPOT始動を発表[5]。
- 2月7日 - この日よりメンバーのヒントとなる動画を毎日配信[5]。
- 2月14日 - グループ名およびメンバーを発表[1]。
- 3月23日 - ファンネームが「fan me」（中本こまり発案）に決定[6]。
- 4月10日 - プレデビューライブとして「MARQUEE祭 Vol.158」（Spotify O-WEST）にヘッドライナー出演[注釈 1]。
- 4月11日 - 初の楽曲「New World」配信開始。
- 4月20日 - 「ディグ・ニュー・アイコン・アワード 2025SS」（主婦と生活社主催）を受賞[7]。
- 4月22日 - デビューライブ「STARTING NEW WORLD」（Spotify O-EAST）開催。東名阪ツアーと中京テレビでの冠番組放送決定がサプライズ発表された[4]。
- 6月1日 - 7月8日 東名阪ツアー「We're fav me♡」開催。ツアーファイナルはLIQUIDROOM。

## メンバー
| 名前                        | 生年月日               | メンバーカラー | 身長    | 備考 |
| --------------------------- | ---------------------- | -------------- | ------- | --- |
| 小野寺 梓 おのでら あずさ   | 8月8日（不明）         | 水色           | 163cm   | 元真っ白なキャンバス |
| 阿部 かれん あべ かれん     | 2000年2月2日（25歳）   | 紫色           | 170cm   | 元ハコイリ♡ムスメ、bob up.、mai mai、KAWAII LAB. MATES                                                                   |
| 川岸 瑠那 かわぎし るな     | 2001年4月29日（24歳）  | オレンジ色     | 154cm   | 『PRODUCE 101 JAPAN THE GIRLS』参加者（最終順位77位）、元ヴィーナス（読売巨人軍公式マスコットガール）、KAWAII LAB. MATES |
| 瀬乃 まりん せの まりん     | 2005年10月17日（19歳） | レモンイエロー | 158cm   | 元スプスラッシュ |
| 丸山 蘭奈 まるやま らな     | 2002年1月6日（23歳）   | ミントグリーン | 165cm   | 元Popteen専属モデル、第56回ミス日本コンテスト2024ファイナリスト                                                          |
| 澪川 舞香 みおかわ まいか   | 2001年10月27日（23歳） | 赤色           | 153.5cm | 元miao、ルルネージュ |
| 中本 こまり なかもと こまり | 2002年9月23日（22歳）  | ピンク         | 154cm   | 元＃Mooove! |

## 作品

### 楽曲配信
- New World （2025年4月11日）
- ちゅーしよう（2025年4月22日）
- 蒼のラブレター（2025年5月9日）
- ケーキを食べればいいんじゃない？（2025年5月23日）
- ギュッてして！（2025年6月6日）
- ストレイト・ストライド（2025年6月20日）
- わんだーらんっ！（2025年7月4日）
- Special My Summer♡（2025年7月18日）
- すきなんかじゃ…にゃい！（2025年8月1日）
- あの空はずっとキミの色（2025年8月15日）

## 出演

### テレビ
- fav! fav me（MUSIC ON! TV、2025年5月14・28日）
- 推しえて! 推しらせ! ふぁぼドール。（中京テレビ、2025年7月23日 - ）